# 코소보의 재외공관 목록

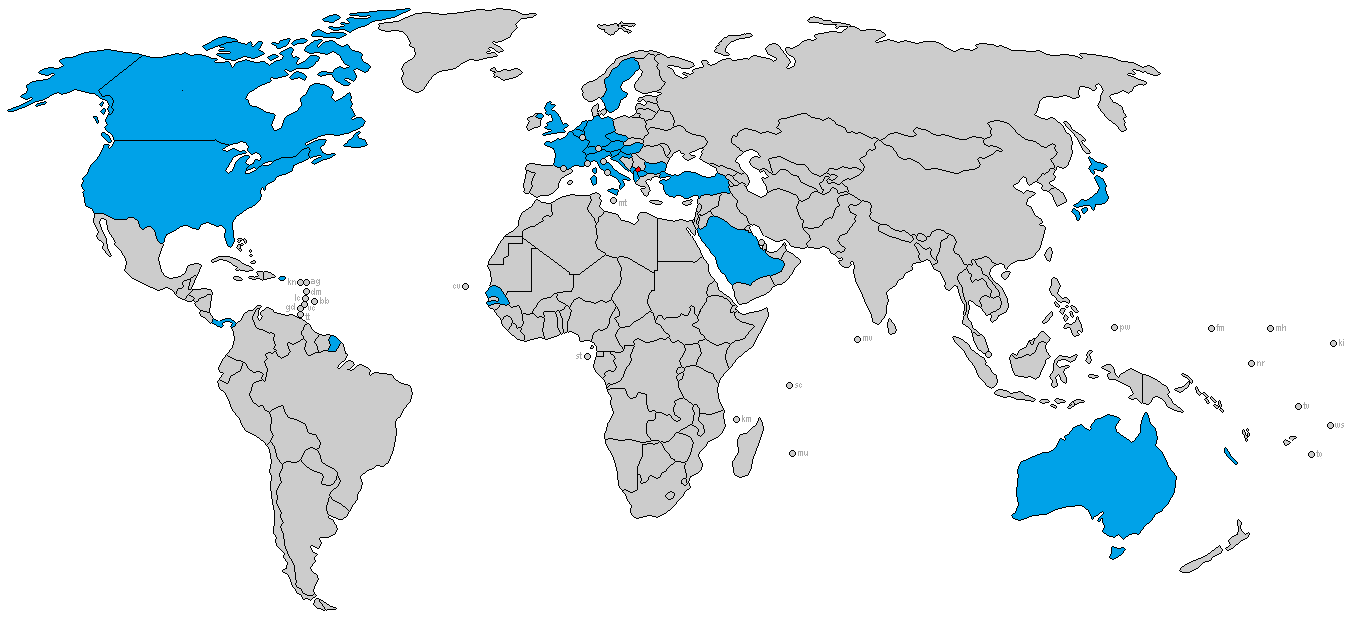
코소보의 재외공관

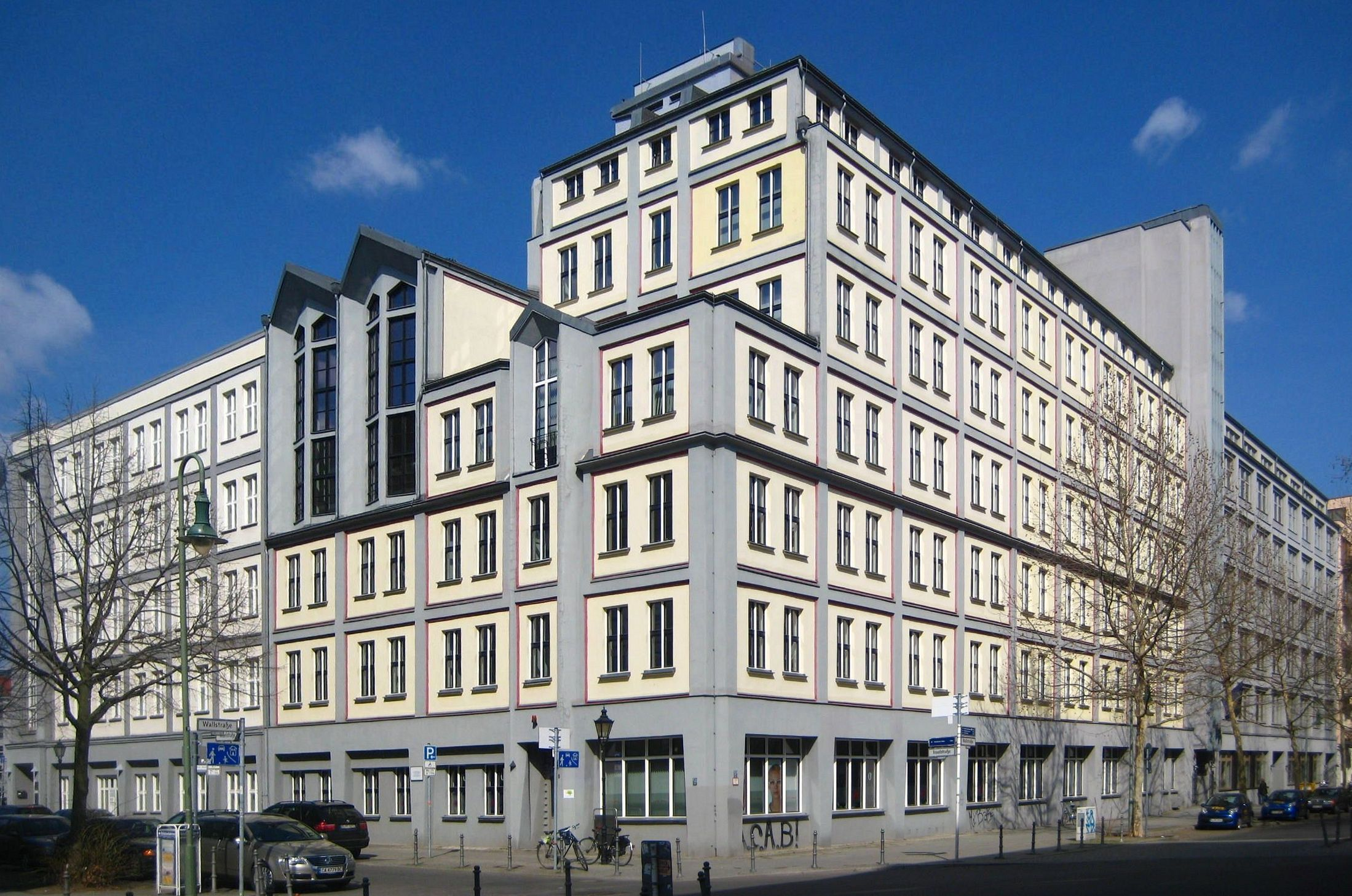
베를린 주재 코소보 대사관

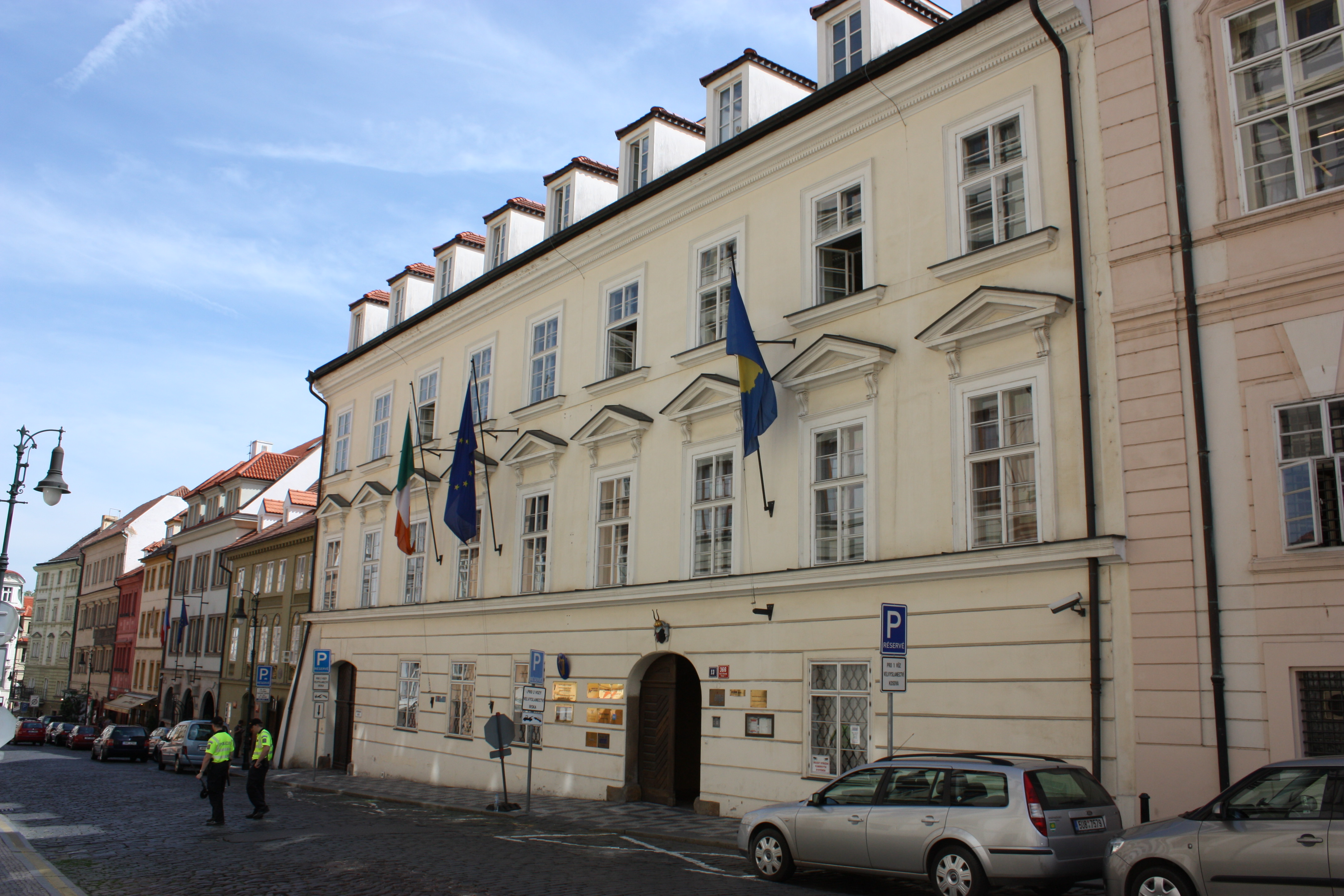
프라하 주재 코소보 대사관

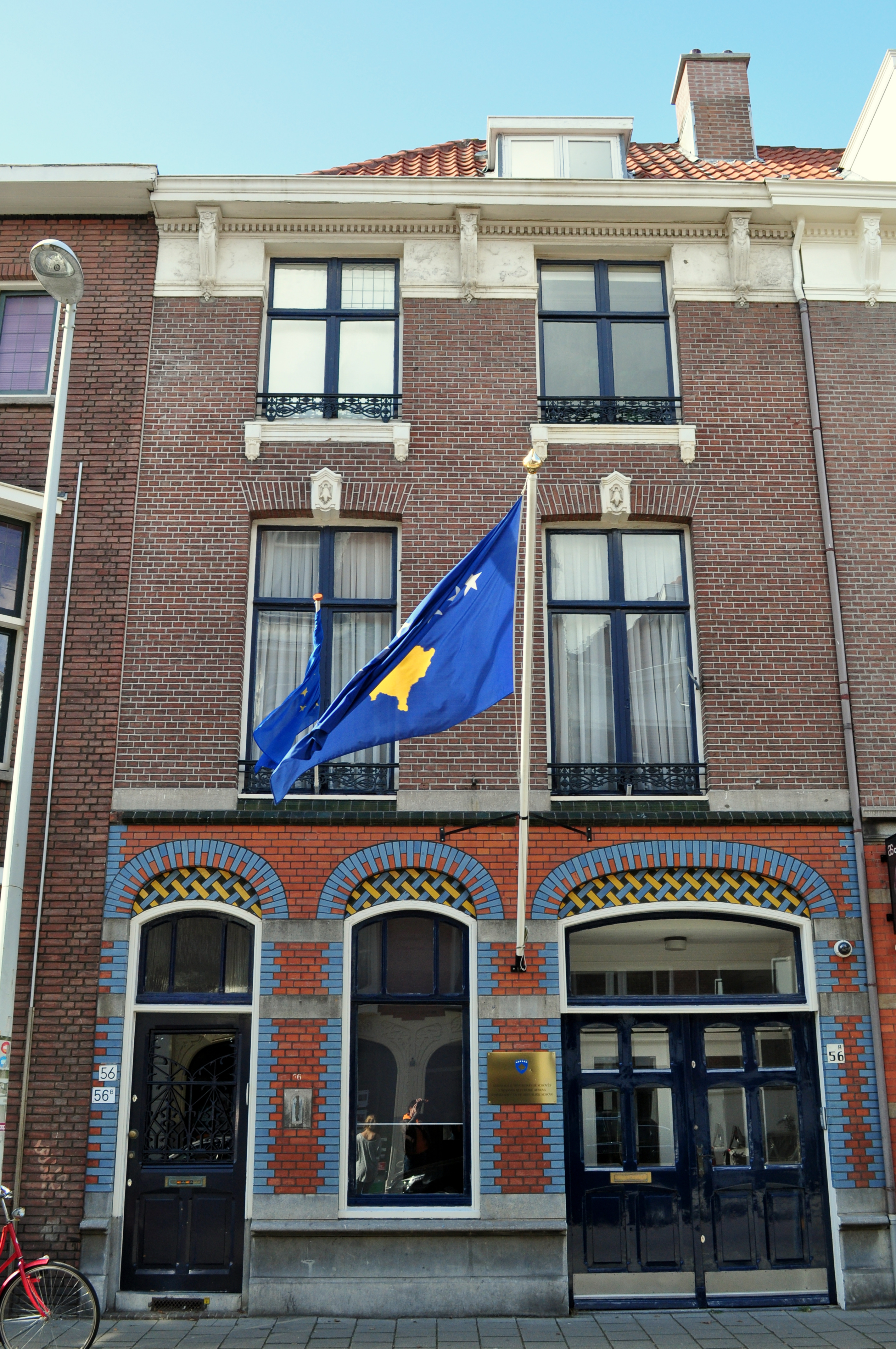
헤이그 주재 코소보 대사관

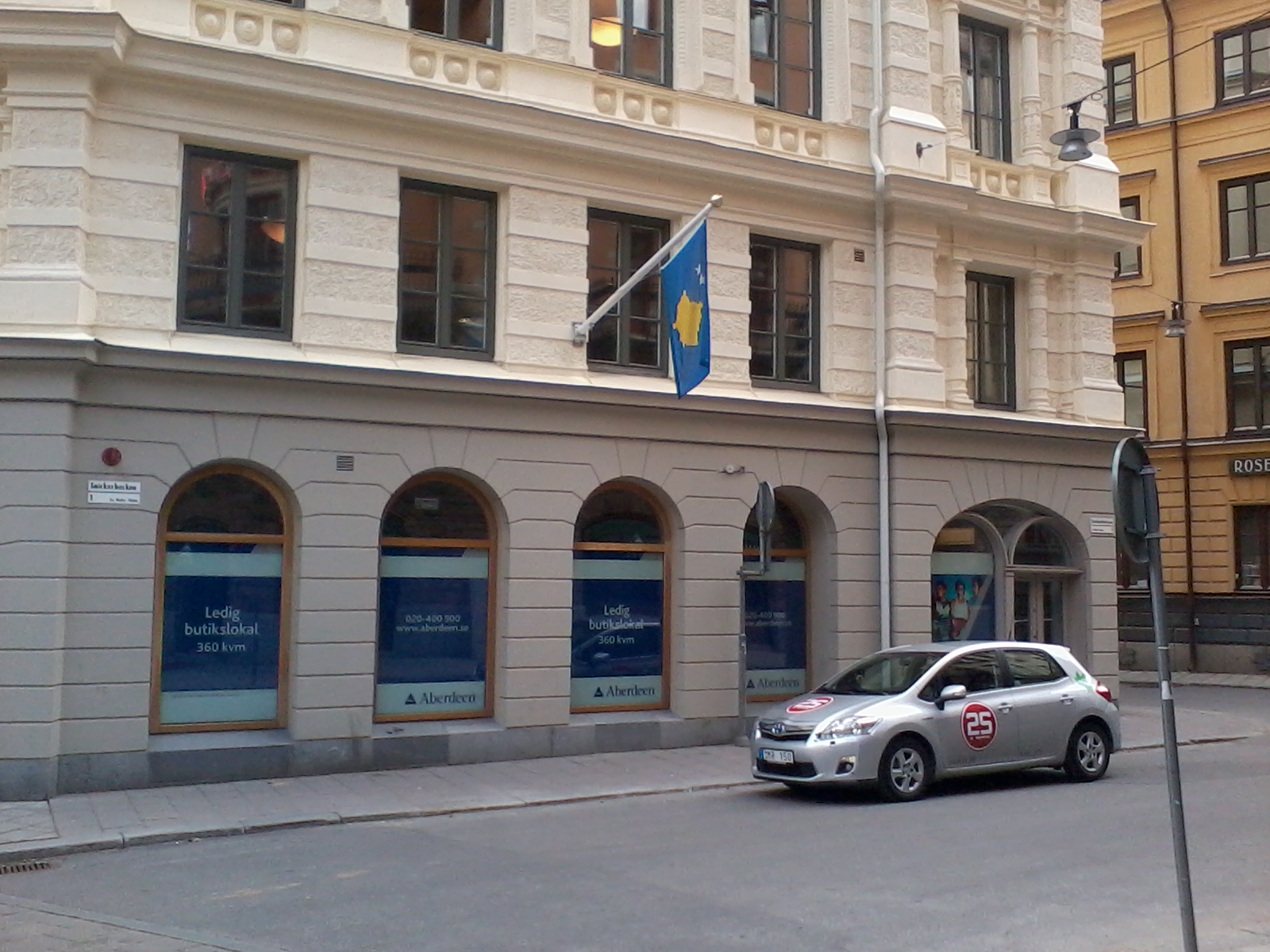
스톡홀름 주재 코소보 대사관

코소보의 재외공관 목록은 코소보 주재 대사관을 각국에 상주시켜 놓는 것을 의미하며 코소보의 재외공관을 나열한 목록이다.

## 아프리카
- 이집트 : 카이로 (연락 사무소)

## 아메리카
- 캐나다 : 오타와 (대사관)
- 파나마 : 파나마시티 (대사관)
- 미국 : 워싱턴 D.C. (대사관), 뉴욕 (총영사관), 디모인 (영사관)

## 아시아
- 일본 : 도쿄도 (대사관)
- 사우디아라비아 : 리야드 (대사관)
- 튀르키예 : 앙카라 (대사관), 이스탄불 (총영사관)

## 유럽
- 알바니아 : 티라나 (대사관)
- 오스트리아 : 빈 (대사관)
- 벨기에 : 브뤼셀 (대사관)
- 불가리아 : 소피아 (대사관)
- 크로아티아 : 자그레브 (대사관)
- 체코 : 프라하 (대사관)
- 프랑스 : 파리 (대사관)
- 독일 : 베를린 (대사관), 프랑크푸르트암마인 (영사관), 뮌헨 (총영사관), 슈투트가르트 (영사관)
- 헝가리 : 부다페스트 (대사관)
- 이탈리아 : 로마 (대사관), 밀라노 (총영사관)
- 북마케도니아 : 스코페 (대사관)
- 몬테네그로 : 포드고리차 (대사관)
- 네덜란드 : 헤이그 (대사관)
- 슬로베니아 : 류블랴나 (대사관)
- 스웨덴 : 스톡홀름 (대사관)
- 스위스 : 베른 (대사관), 제네바 (총영사관), 취리히 (영사관)
- 영국 : 런던 (대사관)

## 오세아니아
- 오스트레일리아 : 캔버라 (대사관)